# 黒の迷宮
『黒の迷宮』（くろのめいきゅう）は、松本洋子による日本の漫画作品。
『なかよし』（講談社）1984年8月号と9月号に前後編が掲載された。全2話。単行本は同社の講談社コミックスなかよしより全1巻。講談社漫画文庫より刊行された『黒の輪舞（ロンド）』にも収録。

## 書誌情報
- 松本洋子 『黒の迷宮』 講談社〈講談社コミックスなかよし〉、1984年11月6日第1刷発行、ISBN 4-06-108484-4
  - 表題作のほか、「もう いくつねると…」「13番めの星座」「壁の中」「青い闇の天使」の読み切り4作品が同時収録されている。